# Département Vaucluse
Das Département du Vaucluse [voˈklyːz] ist das französische Département mit der Ordnungsnummer 84. Es liegt im Südosten des Landes in der Region Provence-Alpes-Côte d’Azur und wurde nach der Quelle im gleichnamigen Ort (heute Fontaine-de-Vaucluse) benannt.

## Geographie
Das Département Vaucluse grenzt an die Départements Gard, Ardèche, Drôme, Alpes-de-Haute-Provence und Bouches-du-Rhône sowie auf wenigen hundert Metern an das Département Var. Wichtigster Fluss ist die Rhône, die die Westgrenze des Départements markiert. Die Durance bildet die Südgrenze des Départements, sie mündet bei Avignon in die Rhône.
Die höchste Erhebung ist mit 1909 m der Mont Ventoux. Das Luberon-Gebirge im Süden des Départements erreicht mit dem Gipfel des Mourre Nègre eine Höhe von 1125 m.

## Geschichte
Zuvor päpstlicher Besitz, kamen Avignon und das Comtat Venaissin am 14. September 1791 an Frankreich. Ab dem 28. März 1792 bildeten diese Gebiete die zwei neuen Distrikte Avignon im Département Bouches-du-Rhône und Carpentras im Département Drôme. Am 12. August 1793 wurde das Département Vaucluse geschaffen, das nicht nur die Distrikte Avignon und Carpentras umfasste, sondern auch provenzalische Gebiete wie die Distrikte Apt und Orange aus dem Département Bouches-du-Rhône und den Canton Sault, der vom Département Basses-Alpes abgetreten wurde. Im Jahr 1800 wurde die Grenze des Départements letztmals geändert, als die Gemeinde Suze-la-Rousse in das Département Drôme umgegliedert wurde, wodurch der Kanton Valréas zur Exklave des Départements Vaucluse im Département Drôme wurde.

## Wappen
Beschreibung: Das in Rot und Blau gevierte Wappen zeigt im ersten Feld die Bindeschlüssel und im vierten  drei goldene liegende Schlüssel mit dem Bart nach unten, im zweiten eine goldene Lilie, das Symbol des französischen Königtums, unter einem roten dreilätzigen Turnierkragen und im dritten Feld einen grünen Zweig mit goldenen kugligen Früchten unter einem goldenen Schildhaupt mit einem blauen Hifthorn.

## Verwaltungsgliederung
| Arrondissement       | Kantone | Gemeinden | Einwohner 1. Januar 2022 | Fläche km² | Dichte Einw./km² | Code INSEE |
| -------------------- | ------- | --------- | ------------------------ | ---------- | ---------------- | ---------- |
| Apt                  | 4       | 57        | 127.798                  | 1.390,55   | 92               | 841        |
| Avignon              | 8       | 16        | 213.587                  | 336,94     | 634              | 842        |
| Carpentras           | 8       | 78        | 227.317                  | 1.839,77   | 124              | 843        |
| Département Vaucluse | 17      | 151       | 568.702                  | 3.567,26   | 159              | 84         |

Siehe auch:

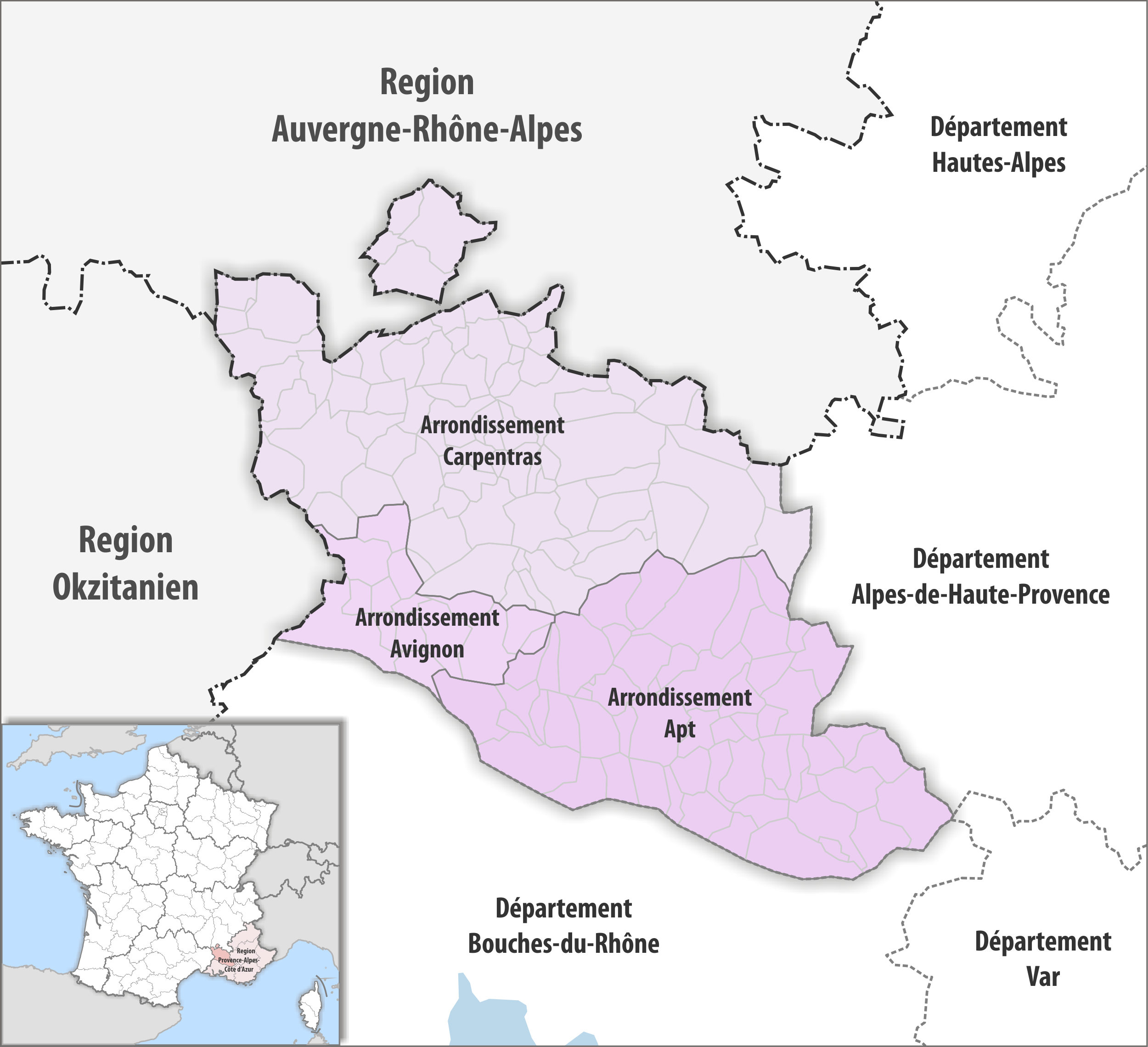
Gemeinden und Arrondissemente im Département Vaucluse

- Liste der Gemeinden im Département Vaucluse
- Liste der Kantone im Département Vaucluse
- Liste der Gemeindeverbände im Département Vaucluse

## Wirtschaft und Infrastruktur
18,9 % der Erwerbstätigen sind in der Industrie beschäftigt. Industrielle Zentren sind Avignon, Orange und Carpentras. Zu den wichtigen Industriesparten gehören Konservenfabriken und die Düngemittelindustrie. Am Fuße des Luberon-Gebirges und in Crillon werden noch Steinbrüche betrieben. In Mazan wird Gips abgebaut, der von der Société des Plâtres weiterverarbeitet wird. In Le Pontet befindet sich der weltgrößte Komplex für feuerfeste technische Keramik. In Bollène, Caderousse und Avignon befinden sich Wasserkraftwerke.

## Orte und Sehenswürdigkeiten
Bekannte Orte sind:
- Avignon
- Gordes mit seinen Bories: Iglu-ähnliche Behausungen aus aufgeschichteten und nicht mit Mörtel oder ähnlichem verbundenen Feldsteinen, deren Wände zum Dach vereint sind.
- Roussillon mit seiner rötlichen ockerhaltigen Erde.
- Die Abtei Sénanque in der Nähe von Gordes
- Orange
- Vaison-la-Romaine mit der alten Römersiedlung und seinem großen provenzalischen Markt
- Der Berg Mont Ventoux
- Die Quelle des Flusses Sorgue in Fontaine-de-Vaucluse
- Der Dolmen de la Pichone

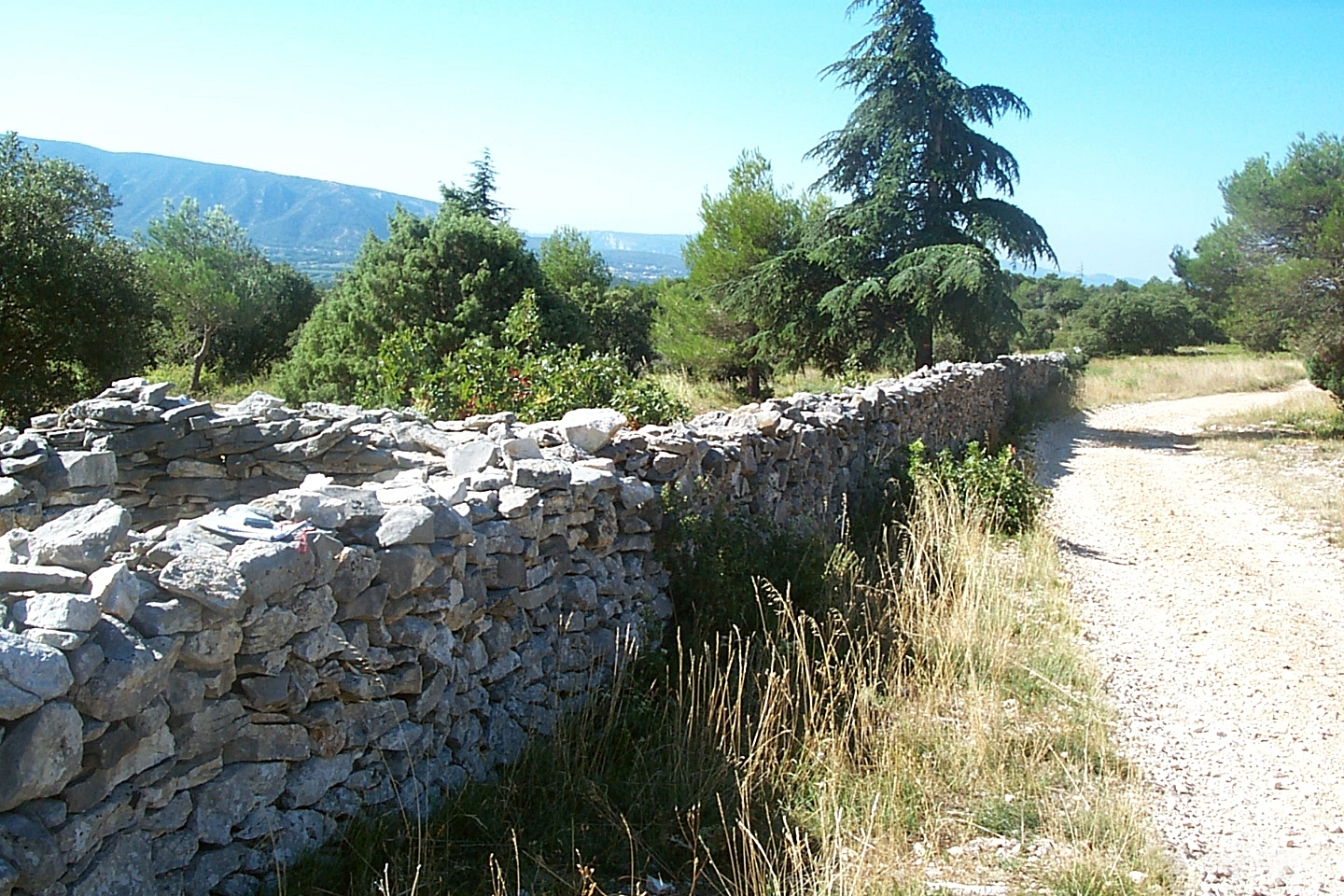
Die Pestmauer bei Fontaine-de-Vaucluse
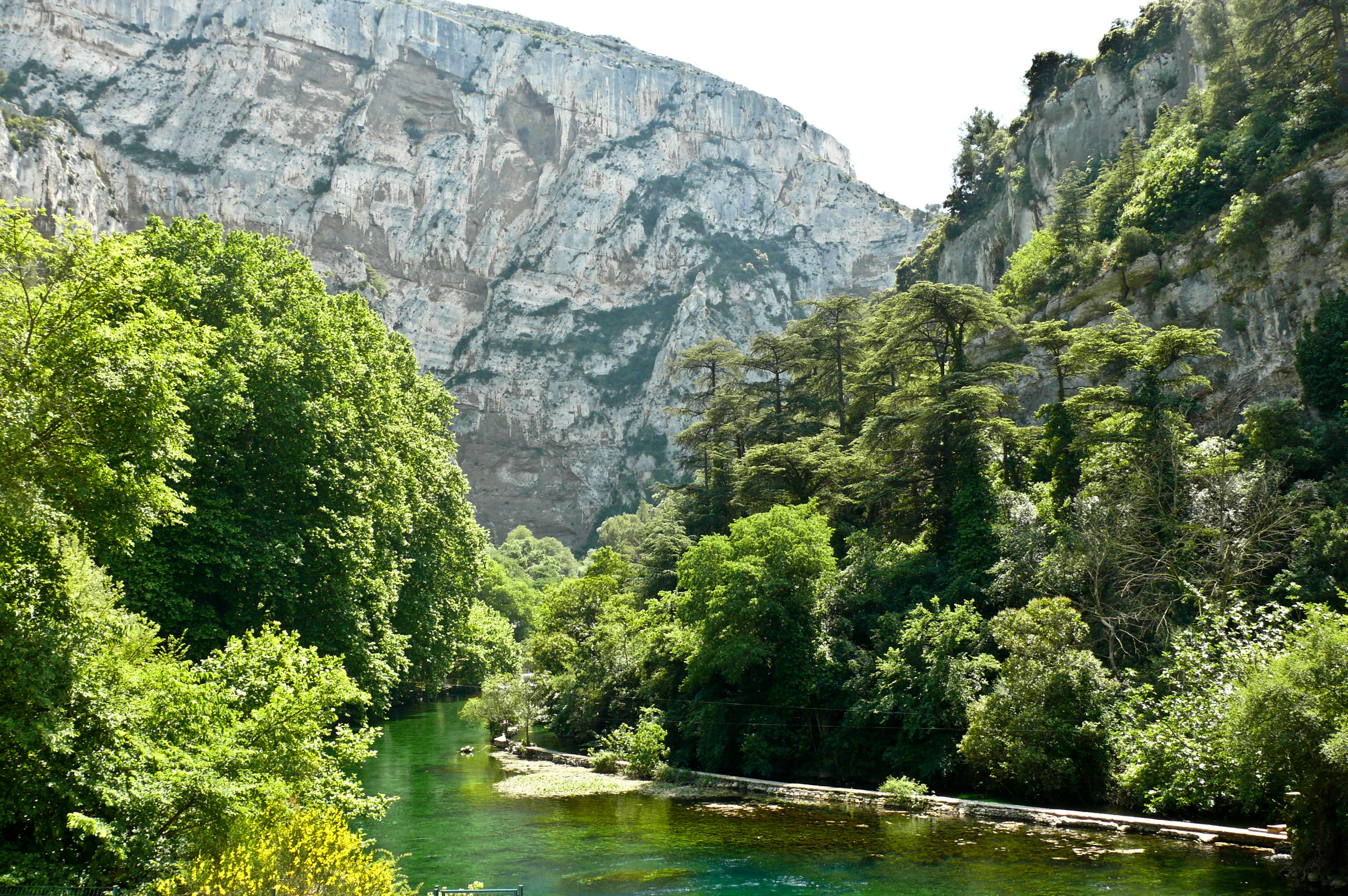
Felswand an der Sorgue bei Fontaine-de-Vaucluse
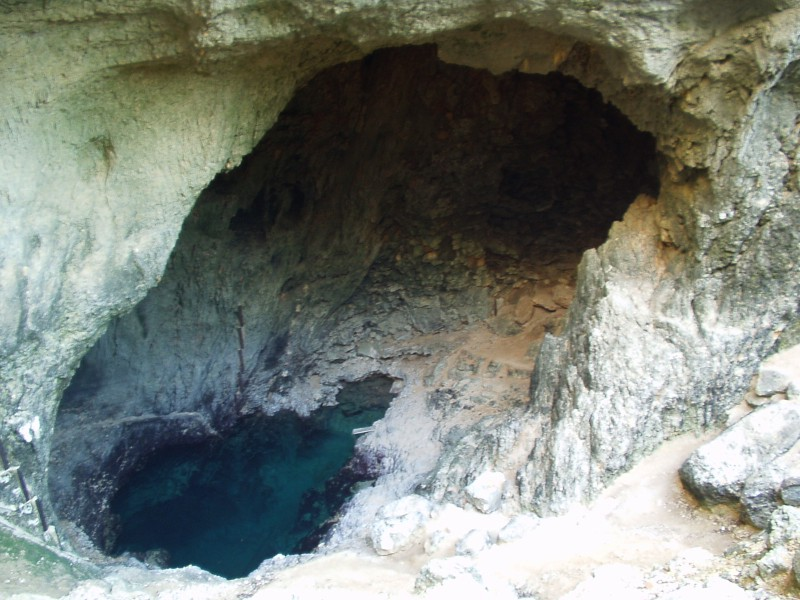
Quellteich der Sorgue in Fontaine-de-Vaucluse bei niedrigem Wasserstand
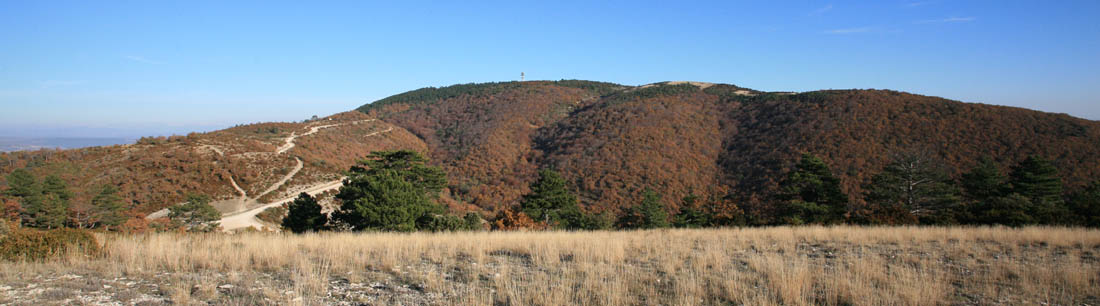
Blick von Westen auf den Mourre Nègre
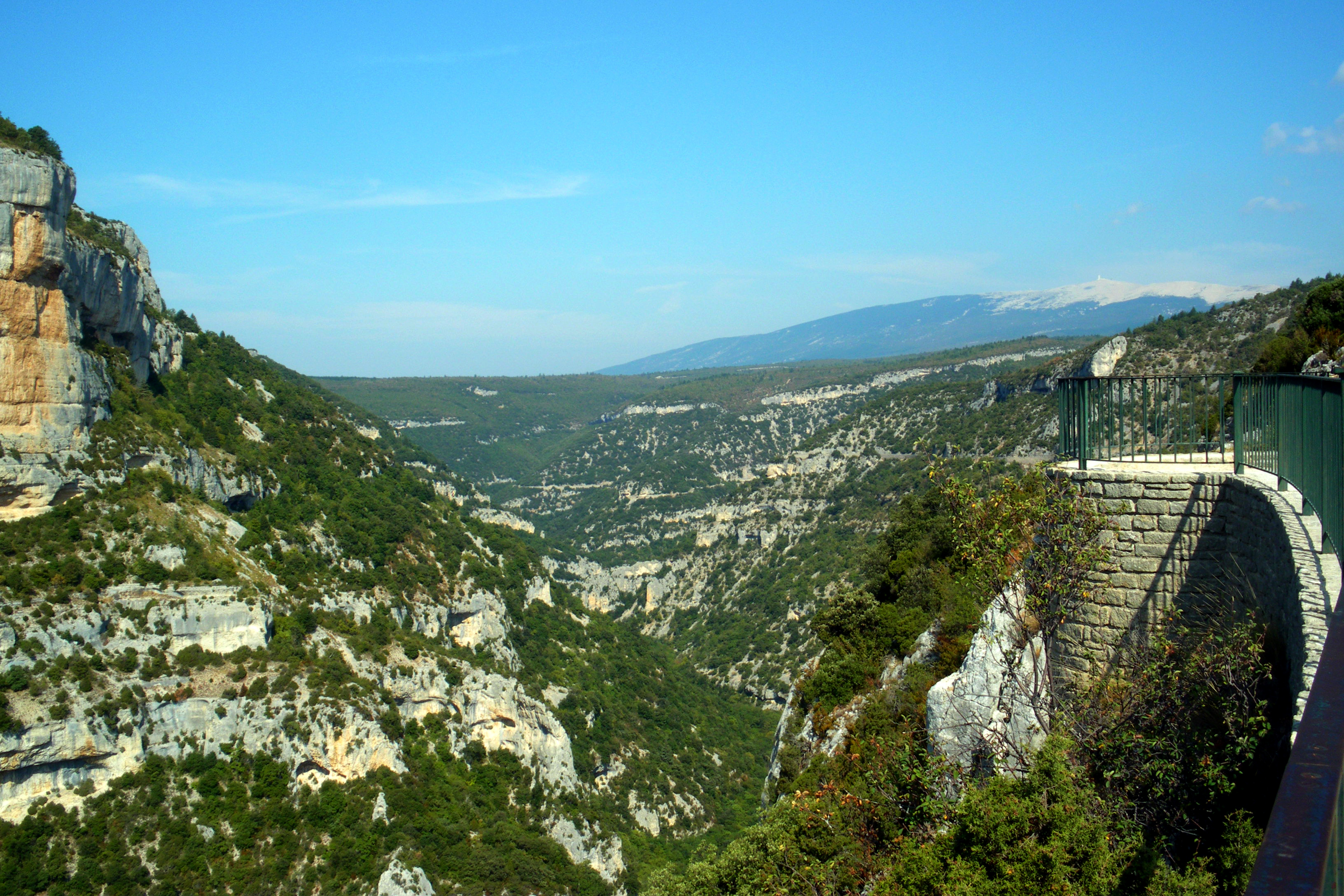
Die Gorges de la Nesque. Im Hintergrund der Mont Ventoux
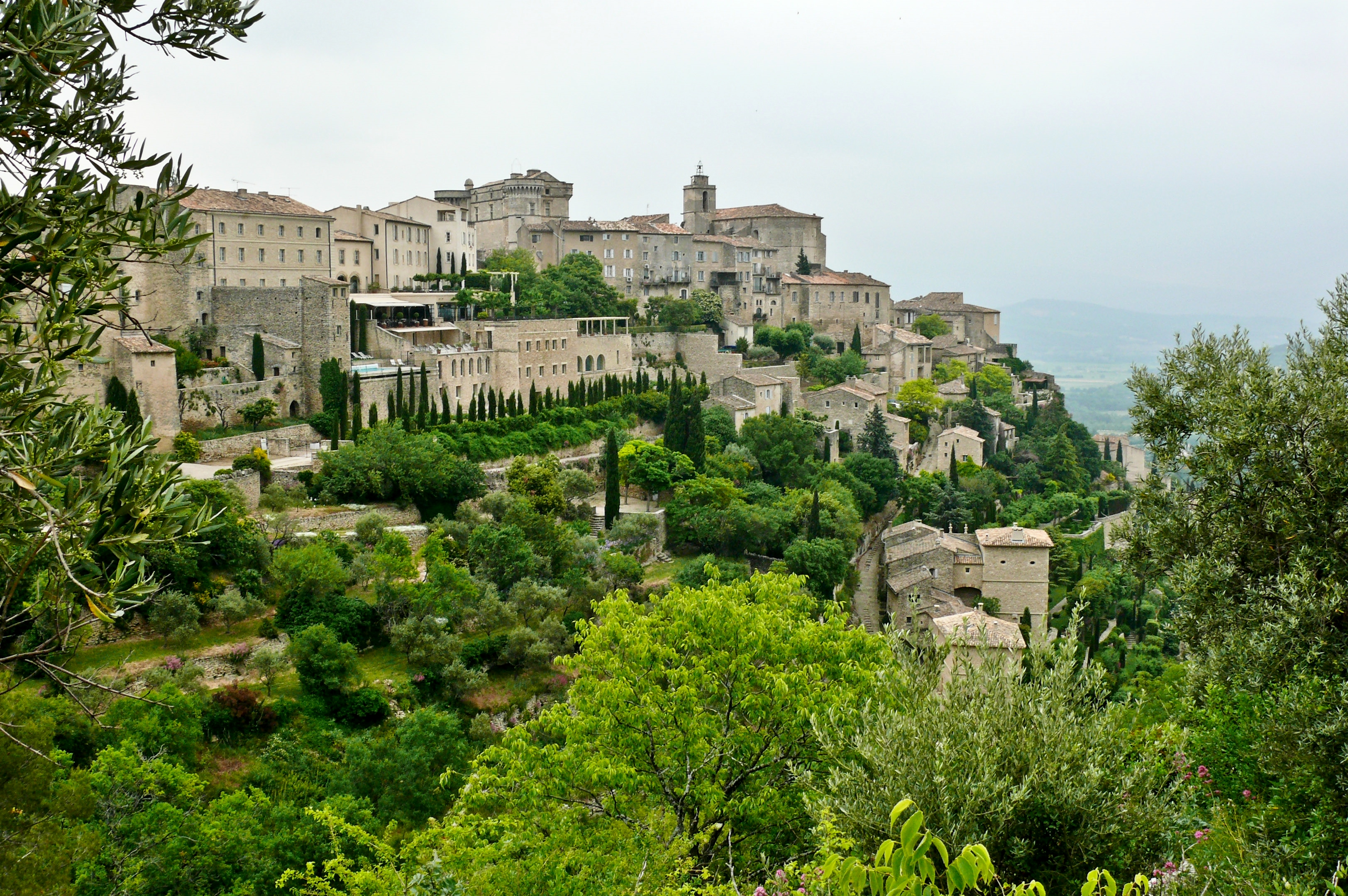
Bergdorf Gordes
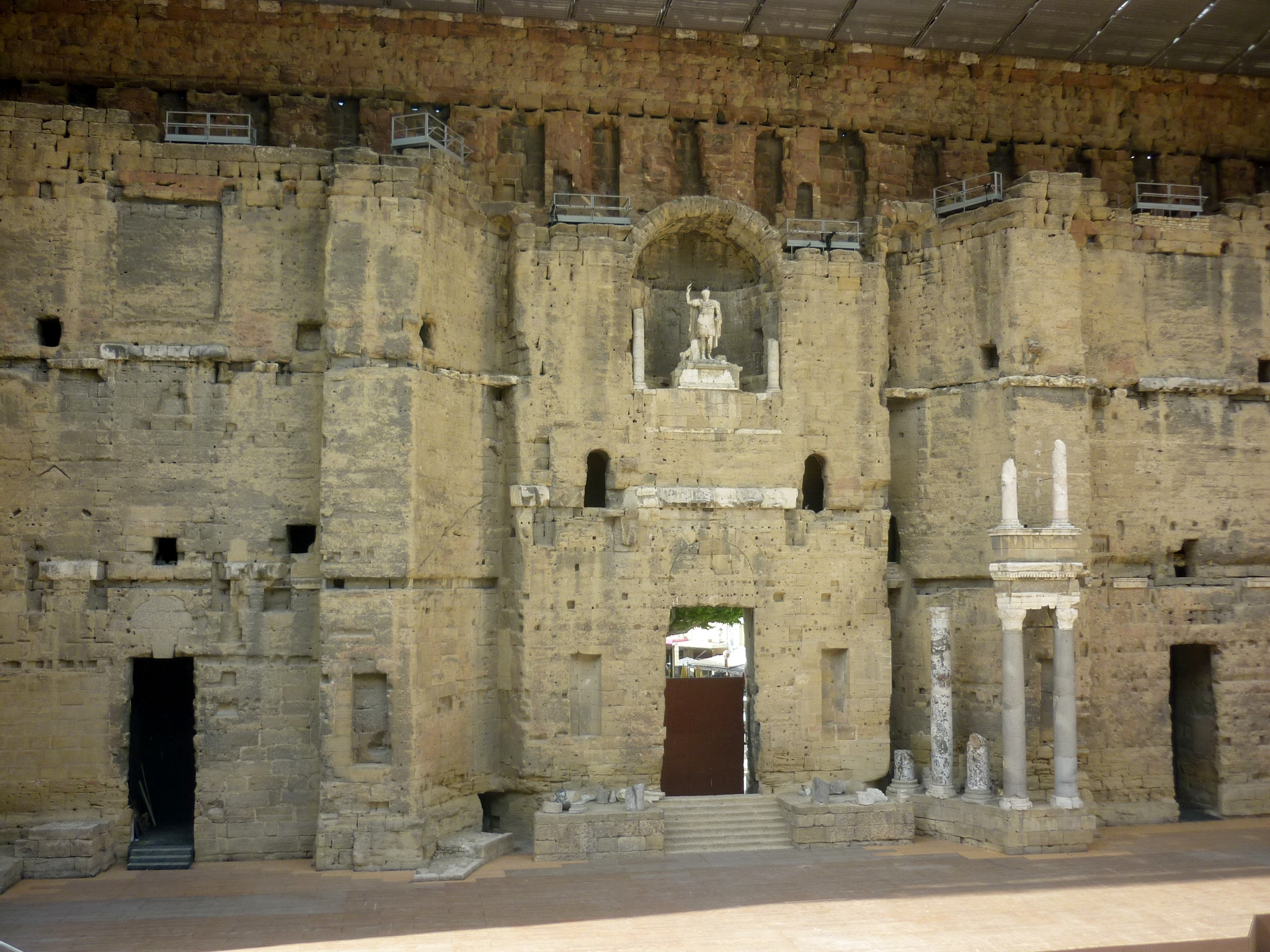
Theater von Orange